# توتایسو ماتسوموتو
توتایسو ماتسوموتو (انگلیسی: Tortoise Matsumoto؛ زادهٔ ۲۸ دسامبر ۱۹۶۶) خواننده، خواننده-ترانه‌پرداز، و بازیگر اهل ژاپن است.